# Río Blanco (afluente del Genil)
El río Blanco, también llamado arroyo Blanco, es un río del sur de España de la cuenca hidrográfica del Guadalquivir, que discurre en su totalidad por el territorio del este de la provincia de Sevilla. 

## Curso
Nace en la sierra del Zorrito, en el límite entre las provincias de Sevilla y Málaga y discurre en dirección sur-norte a largo de 62 km. atravesando la sierra Sur de Sevilla y la campiña. Pasa próximo a las poblaciones de Los Corrales y Martín de la Jara y bajando de la sierra se aproxima hasta Aguadulce, entre Osuna y Pedrera, desde donde continua su recorrido pasando entre El  Rubio y Marinaleda, hasta su desembocadura en el río Genil, cerca de la ciudad de Écija.

## Historia
Fueron notorias las inundaciones que causó el río Blanco en 1948 y 2018.